# Noual
Noual è uno dei dieci comuni del dipartimento di Néma, situato nella regione di Hodh-Charghi in Mauritania. Nel censimento della popolazione del 2000 contava 2.545 abitanti.